# Red Wing (Minnesota)
Pour les articles homonymes, voir Red Wing.
La ville de Red Wing (littéralement « aile rouge ») est le siège du comté de Goodhue, dans l’État du Minnesota, aux États-Unis. Sa population s’élevait à 16 459 habitants lors du recensement de 2010, estimée à 16 414 habitants en 2018.

## Géographie
Red Wing est située sur le Mississippi.

## Économie
Siège de la société Red Wing Shoes Company fondée par Charles H. Beckman en 1905, et qui possède l'hôtel St. James, hôtel historique de Red Wing.

## Source
- (en) Cet article est partiellement ou en totalité issu de l’article de Wikipédia en anglais intitulé « Red Wing, Minnesota » (voir la liste des auteurs).

1. ↑  (en) « Population and Housing Unit Estimates » (consulté le 1er août 2019)
2. ↑  (en) Bureau du recensement des États-Unis, « Census of Population and Housing » (consulté le 26 novembre 2014)
3. ↑  (en) « Population Estimates » [archive du 19 octobre 2016], Bureau du recensement des États-Unis (consulté le 17 juin 2016)